# Катастрофа Vickers Viscount у Стокгольмі
Рейс Linjeflyg Flight 618 завершився катастрофою авіалайнера Vickers 838 Viscount під час заходу на приземлення в аеропорту Стокгольм Бромма о 9:05 15 січня 1977 року. Усі 22 людини, що перебували на облавку, загинули, щойно літак упав на землю в Кельвесті в Стокгольмі, Швеція. Причиною аварії стало атмосферне обмерзання горизонтального стабілізатора. Низька потужність двох двигунів призвела до зниження функції системи захисту від льоду, що спричинило його утворення. Обмерзання призвело до втрати контролю, і літак увійшов у круте піке. Серед загиблих був гравець у настільний теніс, Ганс Альсер.

## Політ
Linjeflyg Flight 618 був внутрішнім регулярним пасажирським рейсом 15 січня 1977 року. Виконувався на Vickers 838 Viscount з реєстраційним номером SE-FOZ і серійним номером 372. Компанія Skyline придбала цей літак 1976 року, щоб замінити менший за розміром Viscount 784. Перший політ літак здійснив 1961 року, на момент аварії він налітав 12 208 годин. Рейс 618 мав летіти з аеропорту Мальме Стуруп до Стокгольмського аеропорту Бромма з проміжними зупинками в аеропортах Крістіанстад, Векшо Смоланд та Йончепінг. Політ тривав у штатному режимі до початку приземлення в Броммі. Цієї миті на облавку перебували дев'ятнадцять пасажирів і три члени екіпажу.

## Аварія
Під час польоту двигуни номер два і три працювали на зниженій потужності протягом тривалого періоду, через це температура системи захисту від льоду опустилася нижче мінімуму. Що призвело до атмосферного обмерзання горизонтального стабілізатора. Пілоти помітили це на висоті 350 метрів, коли втратили контроль над кроком. Літак увійшов у круте піке й розбився на стоянці в Кельвесті, в районі Стокгольма. Удар стався о 9:05 за місцевим часом, за 4,5 кілометри від порога злітно-посадкової смуги в Броммі. Усі, хто перебував на облавку, загинули.

## Розслідування
Уряд Швеції дав указівку провести повне розслідування причин аварії. Слідство дійшло таких висновків: Літак протягом тривалого часу перебував у крейсерському режимі з двигунами номер два й номер три на занизькій потужності. Це призвело до того, що системи, які запобігають обмерзанню, не мали температури, оптимальної для їх коректної роботи. Унаслідок цього на хвостовій частині утворився шар льоду, який призвів до порушення повітряного потоку. Через це пілоти втратили контроль над кроком, коли випустили закрилки під час приземлення.